# Pulled Apart by Horses
Pulled Apart By Horses es una banda de rock alternativo de Leeds, Inglaterra. Se formó a finales de 2007, y lanzaron su primer álbum, homónimo, el 21 de junio de 2010.

## Historia

### Formación y debut con "Meat Balloon"
Después de su formación a principios de 2008, la banda ensayaba en un pub llamado 'The Packhorse' en Leeds donde también realizaron su primer concierto, en el que los asistentes fueron invitados por mensaje de texto, el 13 de febrero de 2008. Después de actuar en el Manfest 2008 junto a la banda amiga "That Fucking Tank", comenzaron a recibir buenas críticas, y su base de fanes crece rápidamente. También empezaron a ser reconocidos por sus actuaciones en vivo frenéticas, en las que son frecuentes las lesiones entre los miembros de la banda. El 17 de mayo de 2008, tocaron en el Nastyfest IX, en Leeds, dando un espectáculo caótico en el que algún que otro miembro tuvo que ser enviado al hospital. Su música es una combinación entre riffs pesados de guitarra y ritmos golpeantes de batería.
Su primer sencillo, 'Meat Balloon', fue presentado por Big Scary Monsters Recording Company en octubre de 2008. Debutó en el puesto 18 en la lista de singles indie del Reino Unido. La edición limitada de 7" viene con un CD gratis y un pequeño cómic, creado por el cantante de la banda, Tom Hudson.

### De "I Punched A Lion In The Throat" en adelante
En enero de 2009 PABH sacó su single 'I Punched A Lion In The Throat' en 7", con el b-side 'The Crapsons'. La canción también estuvo disponible como descarga gratuita en el sitio web oficial de la banda.
Poco después la banda lanzó el 'Tour Traxx EP'.
El 21 de marzo, Transgressive Records anunció el lanzamiento limitado en vinilo de "Live At Leeds", para ser lanzado el 17 de abril en el Reino Unido. El disco parece haber tomado la idea de The Who con una portada semejante a la de su disco con el mismo nombre.
Su álbum homónimo fue lanzado el 21 de junio de 2010, y la banda fue invitada personalmente por la banda Muse para actuar como teloneros a lo largo del Reino Unido.

### "Tough Love"
El nuevo álbum ha salido al mercado en enero de 2012 e incluye las canciones: V.E.N.O.M, Wold Hand, Shake Off The Curse, Epic Myth, Some Mothers, Night of the Living, Wildfire Smoke & Doom, Bromance Ain't Dead, Give Me a Reason, Degeneration Game y Everything Dipped in Gold editado bajo el sello Transgression.

## Miembros de la banda
- Tom Hudson - vocalista, guitarra rítmica
- James Brown - guitarra
- Robert John Lee - bajo eléctrico, coros
- Lee Vicente - batería (instrumento musical)

## Discografía
Álbumes de estudio
- Pulled Apart By Horses (2010)
- Tough Love (2012)

### Sencillos
| Año  | Título                                          | Álbum                  |
| ---- | ----------------------------------------------- | ---------------------- |
| 2008 | "Meat Balloon / Super Hang-on"                  | Sencillos libres       |
| 2009 | "I Punched A Lion In The Throat / The Crapsons" | Sencillos libres       |
| 2010 | "Back To The Fuck Yeah"                         | Pulled Apart By Horses |
| 2010 | "High Five, Swan Dive, Nose Dive"               | Pulled Apart By Horses |
| 2010 | "Yeah Buddy"                                    | Pulled Apart By Horses |
| 2011 | "I Punched A Lion In The Throat" (reedición)    | Pulled Apart By Horses |

Recopilaciones
- On The Bone Vol.2 (2008) (On The Bone Records)

E.P's
- Tour Traxxx (2009)
- Live At Leeds 12" Vinyl (2010)